# Valentín Gómez Farías
Pour les articles homonymes, voir Gómez.
José María Valentín Gómez de la Vara y Martínez Farías dit Valentín Gómez Farías, né le 14 février 1781 à Guadalajara et mort le 5 juillet 1858 à Mexico, est un homme d'État mexicain, vice-président de Santa Anna. Il exerce, au nom de ce dernier, à de multiples reprises les fonctions de président du Mexique, par intérim. 

## Biographie
En tant que vice-président d'Antonio López de Santa Anna, il assure l'intérim du 3 au 17 juin 1833, du 6 juillet au 27 octobre 1833, du 15 décembre 1833 au 24 avril 1834 puis du 24 décembre 1846 au 21 mars 1847. 
Bras droit de Santa Anna, il est rappelé au poste de vice-président après l'ultime retour de celui-ci au pouvoir en 1853. 